# Деде (починок)
Деде́ (рос. Дэдэ) — починок у складі Шарканського району Удмуртії, Росія.

## Населення
Населення — 33 особи (2010; 56
у 2002).
Національний склад станом на 2002:
- удмурти — 100 %